# Dice (serie televisiva)
Dice è una serie televisiva statunitense trasmessa dal 10 aprile 2016 sul canale Showtime. Il 30 gennaio 2018, la serie è stata cancellata dopo due stagioni.
In Italia, la serie va in onda dal 10 maggio 2017 su Sky Atlantic.

## Trama
Dice, comico stand-up nel 1990 cerca di rilanciare la sua carriera a Las Vegas, ma passa più tempo nei casinò e sul palco.

## Personaggi e interpreti

### Principali
- Andrew Dice Clay interpreta sé stesso
- Carmen, interpretata da Natasha Leggero
Fidanzata di Dice.
- "Milkshake", interpretato da Kevin Corrigan
Amico di Dice.

### Ricorrenti
- Toni, interpretato da Lorraine Bracco

### Ospiti
- Adrien Brody interpreta sé stesso
- Criss Angel interpreta sé stesso
- Bobby "The Mooch", interpretato da Michael Rapaport

## Episodi
| Stagione         | Episodi | Prima TV USA | Prima TV Italia |
| ---------------- | ------- | ------------ | --------------- |
| Prima stagione   | 6       | 2016         | 2017            |
| Seconda stagione | 7       | 2017         | 2018            |